# Melvin Franklin
David Melvin English, känd som Melvin Franklin eller "Blue", född 12 oktober 1942 i Montgomery, Alabama, död 23 februari 1995 i Los Angeles, Kalifornien, var en amerikansk sångare. 
Franklin flyttade som nioåring med sin familj till Detroit. Hans artistnamn Franklin kommer från hans mors efternamn som ogift. I slutet av 1950-talet blev han tillfrågad av sångaren Otis Williams om han ville vara med i dennes sånggrupp The Distants. Han hade då sjungit amatörmässigt under några år. Han blev medlem i den gruppen, som 1961 omvandlades till The Temptations. Franklin var gruppens bassångare. Han var med i Temptations under alla dess olika inkarnationer fram till 1994 då han av hälsoskäl tvingades avsluta musiklivet. Efter en tid i koma avled han 1995. 1970 gjorde han en av sina mer minnesvärda insatser i Temptations-låten "Ball of Confusion" där hans textstrof "...and the band played on..." är en av låtens grundstenar.

## Diskografi (urval)
Kända låtar med The Temptations (#1 på Billboard Hot R&B/Hip-Hop Songs)
- 1964 – "My Girl"
- 1966 – "Get Ready"
- 1966 – "Ain't Too Proud to Beg"
- 1966 – "Beauty Is Only Skin Deep"
- 1966 – "(I Know) I'm Losing You"
- 1967 – "I Wish It Would Rain"
- 1968 – "I Could Never Love Another (After Loving You)"
- 1968 – "I'm Gonna Make You Love Me" (med Diana Ross & the Supremes)
- 1969 – "Run Away Child, Running Wild"
- 1969 – "I Can't Get Next to You"
- 1971 – "Just My Imagination (Running Away with Me)"
- 1973 – "Masterpiece"
- 1973 – "Let Your Hair Down"
- 1974 – "Happy People"
- 1975 – "Shakey Ground"